# Stewart International Airport
Stewart International Airport is een luchthaven in Newburgh in de Verenigde Staten. De luchthaven is oorspronkelijk opgezet als militair vliegveld voor de nabijgelegen militaire academie West Point, maar is in de loop der jaren uitgegroeid tot een belangrijke civiele luchthaven.
De luchthaven is de thuisbasis voor de 105th Airlift Wing van de New York Air National Guard en Marine Aerial Refueler Transport Squadron 452 (VMGR-452) van de United States Marine Corps Reserve. De Space Shuttle kan in geval van nood landen op Stewart, al is dit nog nooit gebeurd.
Nadat het vliegveld gesloten werd als actieve luchtmachtbasis in de jaren '70 presenteerde de toenmalige gouverneur Nelson Rockefeller een plan om de luchthaven sterk uit te breiden. Door juridische procedures kwam dit er echter niet van. Aan het einde van de 20e eeuw werd Stewart de eerste commerciële luchthaven in de VS die geprivatiseerd werd. Het vliegveld werd voor een periode van 99 jaar verhuurd aan de Britse National Express Group. Het bedrijf wilde de naam van de luchthaven wijzigen maar stuitte op tegenstand tegen dit plan waarna het bedrijf bekendmaakte de luchthaven te koop te zetten. Op 25 januari 2007 besloot de raad van bestuur van de Port Authority of New York and New Jersey de resterende 93 jaar huur van de luchthaven over te nemen. Hiermee kwam in feite een einde aan de privatisering.